# Szakállasfalva
Szakállasfalva (románul) Săcălășeni, falu Romániában, Máramaros megyében.

## Fekvése
Máramaros megye nyugati részén, Koltótól délkeletre, a Lápos folyó bal partján fekvő település.

## Története
Szakállasfalva nevét a korabeli oklevelek 1405-ben említik először Zakalosfalwa néven.
1475-ben Zakalus falva alakban írták nevét.
A település a kővári uradalomhoz, majd a Kővárvidékhez tartozott.
1848-ban itt volt az oláh lázadás fő fészke, itt tört ki először a forrongás.
A 20. század elején nagyobb birtokosa nem volt.
A trianoni békeszerződés előtt Szakállasfalva Szatmár megyéhez, és a somkúti járáshoz tartozott.

## Nevezetességek
- Ortodox fatemplom[1]